# Thamnotettix greeni
Thamnotettix greeni är en insektsart som beskrevs av Melichar 1903. Thamnotettix greeni ingår i släktet Thamnotettix och familjen dvärgstritar. Inga underarter finns listade i Catalogue of Life.